# Ewangelicki cmentarz leśny w Świerklańcu
Ewangelicki cmentarz leśny w Świerklańcu (niem. Waldfriedhof Neudeck) – historyczny cmentarz wyznania ewangelickiego położony w lesie na granicy Świerklańca i Nowego Chechła. Jest to zdewastowana i obecnie nieczynna nekropolia, która w rzeczywistości stanowi miejsce spoczynku śląskich magnatów przemysłowych z rodu Henckel von Donnersmarck. Cmentarz został założony przez tę rodzinę jako prywatna nekropolia rodowa i administracyjna – najstarsze pochówki pochodzą już z XVIII wieku. W XX wieku popadł w zapomnienie i ruinę na skutek opuszczenia po 1945 roku oraz dewastacji.

## Historia powstania
Cmentarz powstał z inicjatywy rodziny Henckel von Donnersmarck, właścicieli rozległych dóbr świerklanieckich, jako miejsce pochówku dla członków rodu oraz ważniejszych pracowników ich majątku. Jako protestanccy arystokraci na przeważająco katolickim Górnym Śląsku, Donnersmarckowie potrzebowali własnej nekropolii – w 1742 r. hrabia Karol Erdmann Henckel von Donnersmarck uzyskał zgodę króla Prus na budowę ewangelickiego domu modlitwy i ustanowienie parafii, co ułatwiło organizację życia religijnego ewangelików w okolicy. Najnowsze badania archiwalne dowodzą, że cmentarz istniał już co najmniej od 1739 roku. W księgach metrykalnych znaleziono zapis określający pochówek Urszuli Heleny Henckel von Donnersmarck (zmarłej w 1739) jako odbyty na “Waldkirchhof” (leśnym cmentarzu). Jest to najstarsza odnotowana data związana z tą nekropolią, znacznie wcześniejsza niż 1879 rok odczytywany niegdyś z jednego z ocalałych nagrobków. 
Cmentarz leśny był wykorzystywany także w XIX i pierwszej połowie XX wieku – istniał, zanim wybudowano mauzolea Donnersmarcków (pierwsze przy starym zamku w Świerklańcu, kolejne w parkowej kaplicy). Po wzniesieniu mauzoleów część nowych pochówków rodziny przeniesiono do tych reprezentacyjnych grobowców, jednak starsze pokolenia rodu nadal spoczywały na cmentarzu leśnym. Po II wojnie światowej, gdy większość dotychczasowych mieszkańców wyznania ewangelickiego opuściła te tereny, cmentarz został porzucony i stopniowo popadał w zapomnienie. W latach powojennych nekropolia była systematycznie dewastowana i rozkradana, przez co pamięć o niej niemal całkowicie zanikła. Na początku XXI wieku miejsce to znajdowało się w stanie ruiny – oryginalne nagrobki w większości zniknęły, a teren zarósł lasem.

## Osoby pochowane
Na cmentarzu spoczywają przedstawiciele rodu Henckel von Donnersmarck oraz osoby związane z administracją ich majątku. Badania archiwalne pozwoliły ustalić listę blisko 200 nazwisk pochowanych tutaj osób. Wśród nich znajduje się co najmniej siedmioro bezpośrednich przodków księcia Guido Henckel von Donnersmarcka – najwybitniejszego magnata przemysłowego XIX-wiecznego Śląska. Przykładowo pochowano tu Urszulę Helenę Henckel von Donnersmarck, siostrę pradziadka księcia Guido (zmarłą w 1739) – jej grób jest najstarszym znanym na tej nekropolii. Spoczywa tu również Anna Zuzanna Henckel von Donnersmarck z domu von Larisch (zm. 1761) – babka Guido i żona Karola Erdmanna, a także inne członkinie i członkowie śląskiej linii rodu (m.in. Anna Gottliebe, zm. 1767). Źródła sugerują, że pochowanych mogło być jeszcze więcej – istnieje luka w księgach parafii ewangelickiej w Tarnowskich Górach za lata 1806–1819, co utrudnia pełną rekonstrukcję pochówków z tego okresu. Oprócz członków rodziny Donnersmarck, na cmentarzu leśnym chowano elitarne osoby z kręgu dóbr świerklanieckich. Identyfikacja zachowanych inskrypcji i nekrologów ujawniła m.in. grób Gustava Faude – nadleśniczego dóbr, zmarłego w 1927 roku. Odnaleziono także informacje o pochówku Paula Meynena – radcy prawnego i późniejszego dyrektora administracyjno-finansowego księcia Guido Henckel von Donnersmarcka, zmarłego w 1932 r. w Świerklańcu. Najprawdopodobniej na tym cmentarzu spoczywa również jego pierwsza żona, Hedwig Meynen, zmarła w 1919 r.. Jedynym nagrobkiem zachowanym do dziś z czytelnym napisem jest pomnik Antona Voigta, który pełnił funkcję zarządcy łąk w dobrach Donnersmarcków. Jego nazwisko przetrwało na ocalałej płycie nagrobnej, co pozwoliło ustalić tożsamość tej postaci dzięki konsultacji z historykami. Pochówki osób niższego stanu (np. pracowników fizycznych) prawdopodobnie również miały miejsce, lecz dotychczasowa kwerenda koncentrowała się na ustaleniu osób o znanym statusie społecznym. 
W wyniku dramatycznych wydarzeń XX wieku, na cmentarzu mogą spoczywać także szczątki przeniesione z innych miejsc. Pod koniec II wojny światowej miejscowa ludność splądrowała rodowe mauzolea Donnersmarcków – zarówno stare (przy zamku), jak i nowe (w parkowym kościółku). Po wojnie zebrano zbezczeszczone szczątki członków rodu i przeniesiono je na cmentarz leśny, do zbiorowej mogiły. Istnieją przesłanki, że wśród nich znalazły się m.in. prochy Blanki de Païva (zmarłej w 1884 r.) – pierwszej żony Guido Henckel von Donnersmarcka, która była ostatnią osobą pochowaną w starym mauzoleum.

## Architektura i układ przestrzenny
Cmentarz leśny w Świerklańcu urządzono na planie typowym dla prywatnych nekropolii rodowych epoki. Nekropolia została zaprojektowana z dużą starannością – posiadała reprezentacyjną bramę wejściową, murowaną kaplicę (według niektórych źródeł nawet dwie kaplice) oraz liczne bogato zdobione nagrobki. Cały teren cmentarny był ogrodzony – do dziś w zaroślach widoczne są fragmenty obwiedzionego wokół niego ziemnego wału i kamiennego muru. Główna brama znajdowała się od strony zachodniej i prowadziła aleją najprawdopodobniej wprost do kaplicy cmentarnej. Relikty fundamentów jednej z kaplic są wciąż rozpoznawalne – zarys półkolistej absydy odcina się w obrysie gruntu w zachodniej części nekropolii. Kaplica (lub kaplice) była murowana z cegły, pełniła funkcje kaplicy przedpogrzebowej lub grobowej i stanowiła architektoniczne dominanty założenia. Większość nagrobków wykonana była z kamienia (piaskowiec, granit) i żeliwa, zgodnie z XIX-wieczną modą sepulkralną. Donnersmarckowie, dysponujący ogromnym majątkiem, stawiali swoim bliskim okazałe pomniki nagrobne – od klasycznych stel z inskrypcjami gotykiem, po krzyże na podmurówkach i obramowania mogił z kutego żelaza. Układ alejek i kwater nie zachował się w całości, ale ze wspomnień najstarszych mieszkańców wynika, że jeszcze w połowie XX wieku widoczne były proste ścieżki dzielące cmentarz na regularne części. Centralną część zajmowała wspomniana kaplica oraz prawdopodobnie groby rodzinne bardziej ozdobne od pozostałych. Na obrzeżach chowano pracowników dworskich – tam nagrobki były skromniejsze.

## Stan zachowania i prace konserwatorskie
Obecnie jedynym w pełni czytelnym nagrobkiem jest pomnik Antona Voigta, dawnego zarządcy dóbr – większość pozostałych nagrobków uległa rozkradzeniu lub zniszczeniu. Po II wojnie światowej cmentarz został opuszczony i przez dekady pozostawał bez opieki. Zmiana struktury ludności (napływ polskich osadników wyznania katolickiego) sprawiła, że nie kontynuowano tu pochówków ewangelickich, a miejsce stopniowo zarastało lasem. W latach 50.–80. XX w. nagrobki stały jeszcze w dużej liczbie, lecz były stopniowo dewastowane i znikały w wyniku kradzieży. Największa fala grabieży miała miejsce nietypowo dopiero w latach 90. XX w. i na początku XXI w., kiedy to nagrobki masowo rozebrano w celu pozyskania materiału (płyt kamiennych) do ponownego wykorzystania na innych cmentarzach. Jeszcze ok. 1996 roku na leśnym cmentarzu stało wiele nagrobków z czytelnymi inskrypcjami gotyckimi w języku niemieckim, jednak w kolejnych latach niemal wszystkie zniknęły – zostały skradzione lub przewrócone i zasypane. Aktom wandalizmu uległy także największe pomniki – np. ważący kilkaset kilogramów nagrobek nadleśniczego Gustava Faude został obalony przez nieznanych sprawców (odzyskano go dopiero po latach). Do początku XXI wieku teren nekropolii przedstawiał obraz ruiny: pozostały jedynie fragmenty fundamentów, pokrywy grobów i porozrzucane elementy pomników, w większości przysypane ściółką i gruzem.
Przełom nastąpił w 2021 roku, gdy lokalni pasjonaci historii zainteresowali się tym miejscem, a regionalne media nagłośniły jego stan. Z inicjatywy pracowników Centrum Kultury Śląskiej w Nakle Śląskim (Roberta Piontka i Anny Kempy-Gąsior) powstał projekt społeczny „Waldfriedhof Neudeck – (nie)zapomniany Ewangelicki Cmentarz Leśny w Świerklańcu”. W ramach programu Świerklaniecko-Nakielskie Inicjatywy Lokalne oraz dofinansowania z Narodowego Centrum Kultury, we wrześniu 2024 roku przystąpiono do prac porządkowych na terenie cmentarza. Wolontariusze oczyścili teren z gęstych zarośli i wycięli samosiejki drzew, wydobyli i zidentyfikowali ocalałe fragmenty nagrobków oraz odsłonili zarys zewnętrznego muru i układ alejek. Udało się podnieść i ustawić na powrót przewrócone pomniki – m.in. ciężką płytę nagrobną nadleśniczego Faude. Przy głównym wejściu, w miejscu dawnej bramy, ustawiono symboliczny drewniany krzyż upamiętniający cmentarz. Równolegle do prac fizycznych prowadzono poszukiwania archiwalne. Dzięki żmudnej kwerendzie w archiwach i starych księgach kościelnych ustalono tożsamość wielu pochowanych osób oraz zrekonstruowano historię nekropolii.

## Lokalizacja i dostępność
Cmentarz znajduje się w północnej części miejscowości Świerklaniec, tuż przy granicy z wsią Nowe Chechło. Położony jest w lesie zwanym Kierchówek (nazwa ta pochodzi od niemieckiego Kirchhof – cmentarz przykościelny), na północ od ulicy Romantycznej. Teren cmentarza to obecnie polana leśna otoczona starodrzewem, na której rozproszone są pozostałości nagrobków. Nie prowadzi do niego zorganizowana infrastruktura turystyczna ani drogowskazy – dojście możliwe jest pieszo lub rowerem drogą leśną od ul. Romantycznej bądź od strony Nowego Chechła (przysiółek Kopanina). Cmentarz ma charakter otwarty (brak ogrodzenia), a dzięki wykarczowaniu zarośli w 2024 roku jego obszar jest czytelny i dostępny do zwiedzania. Zwiedzanie nekropolii jest możliwe bez ograniczeń, jako że nie pełni ona już funkcji czynnego cmentarza. 